# Virtua Fighter (serie)
Virtua Fighter (en japonés: バ ー チ ャ フ ァ イ タ ー) es una serie de videojuegos de lucha creado por Sega-AM2 y los diseñadores Yu Suzuki y Seiichi Ishii. El Virtua Fighter original fue lanzado el 28 de noviembre de 1993 y ha recibido cuatro secuelas principales y varios spin-offs. El primer juego es ampliamente reconocido como el primer juego de lucha en 3D lanzado.

## Personajes
| Personaje      | VF1 | VF2 | VF3 | VF4 | VF4E | VF5 | VF5R | VF5FS |
| Akira Yuki     | Sí  | Sí  | Sí  | Sí  | Sí   | Sí  | Sí   | Sí    |
| Pai Chan       | Sí  | Sí  | Sí  | Sí  | Sí   | Sí  | Sí   | Sí    |
| Lau Chan       | Sí  | Sí  | Sí  | Sí  | Sí   | Sí  | Sí   | Sí    |
| Wolf Hawkfield | Sí  | Sí  | Sí  | Sí  | Sí   | Sí  | Sí   | Sí    |
| Jeffry McWild  | Sí  | Sí  | Sí  | Sí  | Sí   | Sí  | Sí   | Sí    |
| Kage-Maru      | Sí  | Sí  | Sí  | Sí  | Sí   | Sí  | Sí   | Sí    |
| Sarah Bryant   | Sí  | Sí  | Sí  | Sí  | Sí   | Sí  | Sí   | Sí    |
| Jacky Bryant   | Sí  | Sí  | Sí  | Sí  | Sí   | Sí  | Sí   | Sí    |
| Dural          | Sí  | Sí  | Sí  | Sí  | Sí   | Sí  | Sí   | Sí    |
| Shun Di        | No  | Sí  | Sí  | Sí  | Sí   | Sí  | Sí   | Sí    |
| Lion Rafale    | No  | Sí  | Sí  | Sí  | Sí   | Sí  | Sí   | Sí    |
| Aoi Umenokoji  | No  | No  | Sí  | Sí  | Sí   | Sí  | Sí   | Sí    |
| Taka-Arashi    | No  | No  | Sí  | No  | No   | No  | Sí   | Sí    |
| Lei-Fei        | No  | No  | No  | Sí  | Sí   | Sí  | Sí   | Sí    |
| Vanessa Lewis  | No  | No  | No  | Sí  | Sí   | Sí  | Sí   | Sí    |
| Brad Burns     | No  | No  | No  | No  | Sí   | Sí  | Sí   | Sí    |
| Goh Hinogami   | No  | No  | No  | No  | Sí   | Sí  | Sí   | Sí    |
| Eileen         | No  | No  | No  | No  | No   | Sí  | Sí   | Sí    |
| El Blaze       | No  | No  | No  | No  | No   | Sí  | Sí   | Sí    |
| Jean Kujo      | No  | No  | No  | No  | No   | No  | Sí   | Sí    |
| -------------- | --- | --- | --- | --- | ---- | --- | ---- | ----- |

## Cronología (Título, año, placa arcade y conversión doméstica)
- Virtua Fighter (1993 - Sega Model 1) Saturn.
- Virtua Fighter Remix (1995 - ST-V) Saturn.
- Virtua Fighter 2 (1995 - Sega Model 2) Saturn, PC, PlayStation 2.
- Virtua FIghter Kids (1996 - ST-V) Saturn.
- Virtua Fighter 3 (1997 - Sega Model 3).
- Virtua Fighter 3 Team battle (1998 - Sega Model 3) 1998 - Dreamcast.
- Virtua Fighter 4 (2001 - Sega Naomi 2) PlayStation 2.
- Virtua Fighter 4.1 Evolution - PlayStation 2.
- Virtua Fighter 4.2 Final Tuned (2004).
- Virtua Fighter 5 (2006 - Sega Lindbergh) 2007 - Xbox 360 y PlayStation 3.
- Virtua Fighter 5 R (2008 - Lindbergh).
- Virtua Fighter 5 Final Showdown (2012 Sega Lindbergh Xbox360 y PlayStation 3.
- Virtua Fighter 5 Ultimate Showdown (2021) PlayStation 4
- Virtua Fighter 5 R.E.V.O. (2024) Microsoft Windows

## Crossovers con otras sagas
- Fighters Megamix: Crossover de los juegos de AM2, en donde VF es una de las sagas protagonistas junto con Fighting Vipers.

- Dead or Alive 5 / Ultimate: Akira, Pai Chan y los hermanos Bryant son personajes invitados.

- Project X Zone: Akira y Pai Chan son la pareja representativa de los juegos de lucha de Sega, rivalizando con Ryu y Ken Masters de Street Fighter, y Jin Kazama y Ling Xiaoyu de Tekken.

- Sonic and Sega All Star Racing: Crossover de carreras de personajes de la compañía Sega en la que podemos escoger a Akira y Jacky como competidores. Jacky conduce un deportivo rojo y Akira va de acompañante y es el que realiza el movimiento especial del equipo.

- Super Smash Bros.: Crossover de peleas principalmente de Nintendo y de la historia de los videojuegos en general en el que Akira ha hecho distintas apariciones a lo largo de la serie con su clásica apariencia poligonal, ha sido un traje Mii y un trofeo ayudante.